# Чапля рудочерева
Чапля рудочерева (Ardeola rufiventris) — вид пеліканоподібних птахів родини чаплевих (Ardeidae).

## Поширення
Його ареал обмежений Центральною та Східною Африкою. Трапляється серед інших у південно-західній Кенії, південній Уганді, Руанді, південно-східному Конго, Замбії, північній Намібії, південно-західній та північно-східній Анголі, північній Ботсвані, Зімбабве та Південно-Африканській Республіці. Населяє трав'янисті рівнини вздовж річок, які затоплюються під час сезону дощів. Її часто можна знайти в густих очеретяних полях, папірусових болотах і на берегах озер і річок.

## Опис
Чапля середнього розміру, від 38 до 39 см заввишки. На відміну від багатьох інших видів чапель, цей вид демонструє статевий диморфізм. У самиць забарвлення оперення дещо тьмяніше, а сірий колір оперення більш темний або коричневий. У самиць на підборідді та переді шиї є кремово-біла смуга.
Обидві статі мають синяво-чорну голову. Дзьоб переважно жовтий. Шия, горло і спина сірі. Надкрила темно-бордові з чорними крилами. Задня спина темно-коричнево-сіра, а круп і хвіст каштаново-коричневі. Нижня сторона тіла також каштаново-коричнева. Молоді птахи схожі на самиць, але мають жовто-коричневі смуги з боків голови, шиї та грудей.

## Спосіб життя
Період розмноження залежить від рівня води і часто припадає на сезон дощів. Рудочерева чапля гніздиться в очеретяному поясі або на деревах і кущах. Утворює колонії. Типовими є невеликі групи від шести до тридцяти гніздових пар. Однак, у Замбії окремі колонії також мають від шістдесяти до вісімдесяти гнізд. Він також часто розмножується з іншими птахами. Тоді його гнізда зазвичай розташовані на краю колонії. Діаметр гнізда становить лише 25-35 сантиметрів. Зазвичай кладка складається з двох-трьох яєць.